# Lista de navios lançados em 1965
A seguir está uma lista como os navios lançados ao mar no ano de 1965.
| Data              | Navio                    | País           | Construtor                    | Localização             | Classe                     | Notas                                   |
| ----------------- | ------------------------ | -------------- | ----------------------------- | ----------------------- | -------------------------- | --------------------------------------- |
| 8 de janeiro      | Narvik                   | Noruega        | Karljohansvern                | Horten                  | Classe Oslo                |                                         |
| 16 de janeiro     | Kamehameha               | Estados Unidos | Mare Island Naval Shipyard    | Vallejo, California     | Classe Benjamin Franklin   |                                         |
| 16 de janeiro     | Taras Shevchenko         | East Germany   | V.E.B. Mathias-Thesen Werft   | Wismar                  | Classe Ivan Franko         | Para Black Sea Shipping Company         |
| 23 de janeiro     | Denver                   | Estados Unidos | Lockheed Shipbuilding         | Seattle, Washington     | Classe Austin              |                                         |
| 4 de fevereiro    | Voge                     | Estados Unidos | Defoe Shipbuilding Company    | Bay City, Michigan      | Classe Garcia              |                                         |
| 27 de fevereiro   | Yamagumo                 | Japão          |                               |                         | Classe Yamagumo            |                                         |
| 20 de março       | George Bancroft          | Estados Unidos | Electric Boat                 | Groton, Connecticut     | Classe Benjamin Franklin   |                                         |
| 14 de abril       | Kungsholm                | Reino Unido    | John Brown & Company          | Clydebank, Escócia      | Transatlântico/Cruise ship | Para Swedish American Line              |
| 17 de abril       | Glover                   | Estados Unidos | Bath Iron Works               | Bath, Maine             | Classe Garcia              |                                         |
| 23 de abril       | Francis Scott Key        | Estados Unidos | Electric Boat                 | Groton, Connecticut     | Classe Benjamin Franklin   |                                         |
| 25 de abril       | Wainwright               | Estados Unidos | Bath Iron Works               | Bath, Maine             | Classe Belknap             |                                         |
| 15 de maio        | Guardfish                | Estados Unidos | New York Shipbuilding         | Camden, New Jersey      | Classe Permit              |                                         |
| 21 de maio        | George C. Marshall       | Estados Unidos | Newport News Shipbuilding     | Newport News, Virgínia  | Classe Benjamin Franklin   |                                         |
| 22 de maio        | James K. Polk            | Estados Unidos | Electric Boat                 | Groton, Connecticut     | Classe Benjamin Franklin   |                                         |
| 29 de maio        | Camden                   | Estados Unidos | New York Shipbuilding         | Camden, New Jersey      | Classe Sacramento          |                                         |
| 8 de junho        | Koelsch                  | Estados Unidos | Defoe Shipbuilding Company    | Bay City, Michigan      | Classe Garcia              |                                         |
| 2 de julho        | Biddle                   | Estados Unidos | Bath Iron Works               | Bath, Maine             | Classe Belknap             |                                         |
| 31 de julho       | Tripoli                  | Estados Unidos | Ingalls Shipbuilding          | Pascagoula, Mississippi | Classe Iwo Jima            |                                         |
| 14 de agosto      | Duluth                   | Estados Unidos | New York Naval Shipyard       | Brooklyn, New York      | Classe Austin              |                                         |
| 14 de agosto      | George Washington Carver | Estados Unidos | Newport News Shipbuilding     | Newport News, Virgínia  | Classe Benjamin Franklin   |                                         |
| 23 de agosto      | Bergen                   | Noruega        | Karljohansvern                | Horten                  | Classe Oslo                |                                         |
| 25 de setembro    | Warspite                 | Reino Unido    | Vickers-Armstrongs            |                         | Classe Valiant             |                                         |
| 18 de outubro     | Saga                     | Suécia         | Lindholmens Varv              | Gothenburg              | Balsa                      | for Swedish Lloyd                       |
| 20 de outubro     | O'Callahan               | Estados Unidos | Defoe Shipbuilding Company    | Bay City, Michigan      | Classe Garcia              |                                         |
| 23 de outubro     | Mariano G. Vallejo       | Estados Unidos | Mare Island Naval Shipyard    | Vallejo, California     | Classe Benjamin Franklin   |                                         |
| 28 de outubro     | Fennia                   | Suécia         | Öresundsvarvet                | Landskrona              | Balsa                      | Para Siljarederiet                      |
| 31 de outubro     | Danae                    | Reino Unido    | HMNB Devonport                | Devonport, Inglaterra   | Classe Leander             |                                         |
| 13 de novembro    | Henry L. Stimson         | Estados Unidos | Electric Boat                 | Groton, Connecticut     | Classe Benjamin Franklin   |                                         |
| 24 de novembro    | Juno                     | Reino Unido    | John I. Thornycroft & Company | Southampton, Inglaterra | Classe Leander             |                                         |
| 27 de novembro    | Asahio                   | Japão          |                               |                         | Classe Asashio             |                                         |
| 15 de dezembro    | Finnpartner              | Finlândia      | Wärtsilä                      | Helsinki                | Balsa                      | for Finnlines (Amer-Tupakka)            |
| 17 de dezembro    | Prins Hamlet             | Finlândia      | Wärtsilä                      | Turku                   | Balsa                      | for Lion Ferry                          |
| 18 de dezembro    | Hamilton                 | Estados Unidos | Avondale Shipyard             | Westwego, Louisiana     | Classe Hamilton            |                                         |
| Data desconhecida | Rohoy                    | Reino Unido    |                               | Frindsbury.             | Coaster                    | Para London & Rochester Trading Co Ltd. |